# Dorische Wanderung
Als Dorische Wanderung (auch Griechische Völkerwanderung) wird traditionell die angebliche Völkerwanderung des griechischen Volksstammes der Dorer (oder Dorier) bezeichnet, die im dalmatischen Raum begonnen haben und zunächst in die Landschaft Doris in Mittelgriechenland erfolgt sein soll. Ein Einfall der Thessalier in die Doris soll um 1200 v. Chr. die eigentliche Dorische Wanderung ausgelöst haben, im Zuge derer die Dorer auf die Peloponnes vordrangen, die Landschaften Argolis, Lakonien, Messenien sowie Gebiete am Isthmus von Korinth eroberten und sich dabei u. a. der Burgen von Tiryns und Mykene bemächtigten.
Die Vorstellung der Einwanderung der Dorer beruht vor allem auf Erzählungen und Sagen, die Jahrhunderte später in Griechenland kursierten. Insbesondere aufgrund der archäologischen Funde der letzten Jahrzehnte wird die bis in die Mitte des 20. Jahrhunderts allgemein akzeptierte Theorie von der Einwanderung großer, geschlossener „dorischer“ Verbände nach Griechenland um 1200 v. Chr. von der Fachwissenschaft heute mehrheitlich abgelehnt.

## Die Sage
Der Sage zufolge überqueren die Dorer, nachdem ein Versuch, über den Isthmus einzudringen, misslungen ist, im Verein mit Äoliern den Golf von Korinth; sie werden dabei angeführt durch die Nachkommen des Herakles. Diese sogenannte Wanderbewegung wird auch nach dem Stammheros der Dorer, Herakles, als Rückkehr der Herakliden bezeichnet. Das eroberte Land wird unter den drei Heraklidenbrüdern Aristodemos, Kresphontes und Temenos aufgeteilt. Nur ein Teil von Elis, Arkadien und Achaia verbleibt den früheren Bewohnern; Achaia wird von den Dorern den Achaiern überlassen.

## Die alte These
Lange Zeit wurde durch die Forschung angenommen, dass die früheren Einwohner der Peloponnes – Pelasger, Achaier (Achäer) und Ionier – aufgrund der militärischen Überlegenheit und durch neue Kampfmethoden der Dorer teils verdrängt, teils unterworfen worden seien. Dorisch geworden seien vor allem der Süden, Südwesten und Osten der Halbinsel, insbesondere die Landschaften Lakonien, Messenien, Argolis, Korinth und Megaris (um Megara).
Indes hätten sich die Dorer durch Kolonie-Gründungen auch außerhalb der Peloponnes ausgebreitet und seien über die Sporaden, Kykladen und Kreta bis nach Südwestkleinasien vorgedrungen. Sie hätten die Insel Kreta besiedelt, die allmählich völlig von ihnen unterworfen worden sei. Von Argos aus hätten sie um 1000 v. Chr. an der Westküste Kleinasiens zahlreiche Kolonien gegründet, namentlich Kos, Knidos und Halikarnassos. Auch die Insel Rhodos sei dorisch besiedelt worden, während zugleich auch die vordorische Bevölkerung Griechenlands teilweise nach Kleinasien ausgewichen sei.
Das Vordringen der indoeuropäischen Nomadenvölker auf das Gebiet des heutigen Griechenlands, der Dorer in dieser Zeit soll dabei mit dem Beginn der Eisenzeit in Griechenland zusammengefallen sein. Die Dorer hätten vielerorts alte mykenische Burgen besiedelt, wodurch zahlreiche Stadtstaaten entstanden seien. Die Monarchie sei nur in einigen griechischen Randgebieten erhalten geblieben. Besonders deutlich habe sich der kriegerische, strenge Charakter der Dorer im spartanischen Stadtstaat gezeigt. Oft wurde die Dorische Wanderung als Teil der Seevölkerinvasion angesehen, die den gesamten östlichen Mittelmeerraum betraf bzw. wird mit den historischen Abschnitten der „Dunklen Jahrhunderte“ in Verbindung gebracht.

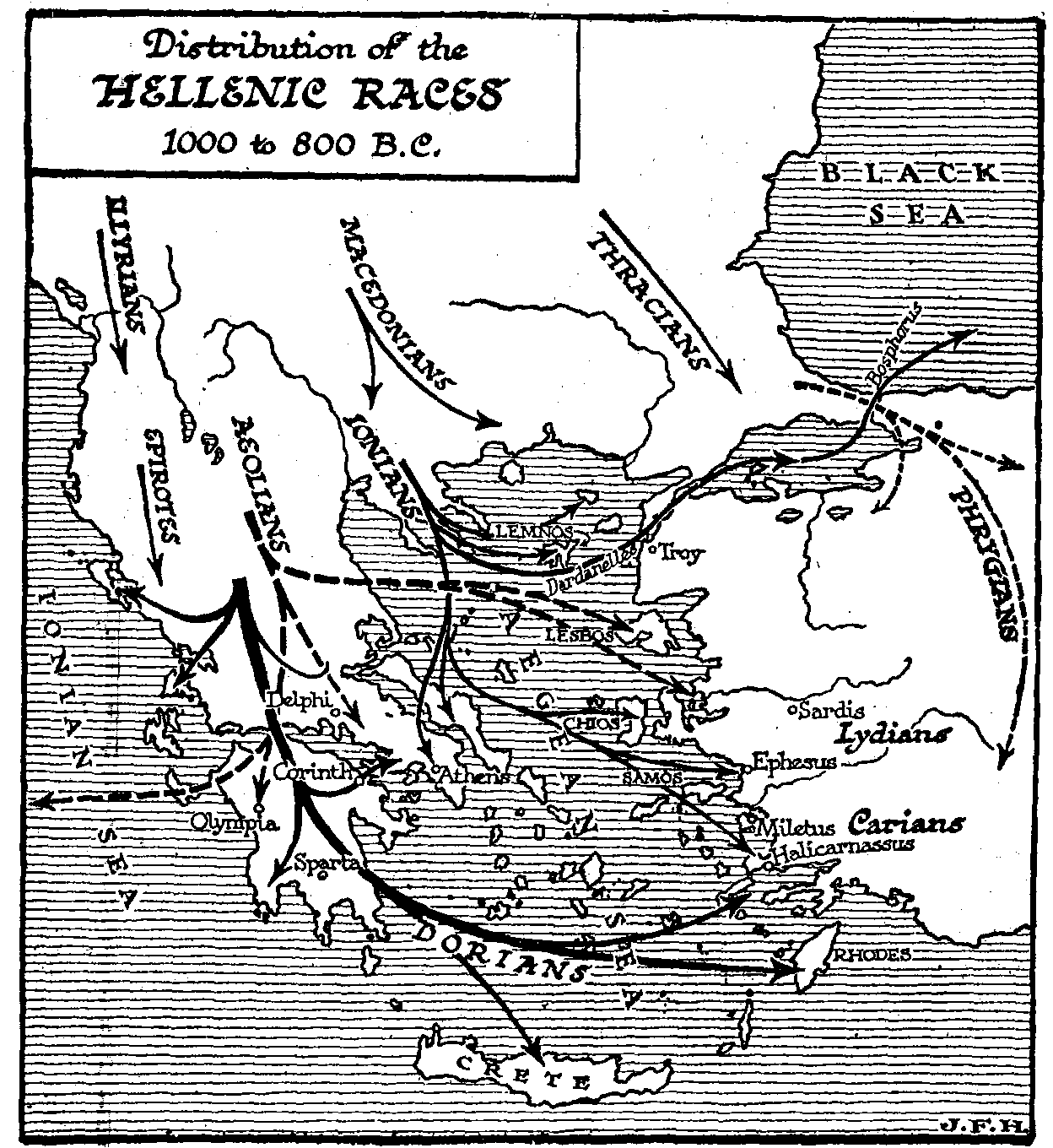
Die hypothetische Wanderungsbewegungen der Dorer aus Herbert George Wells „The Outline of History“ (1920). Mit dem Pfeil zur Herkunft der Illyrer (oben links) wird der Einfluss von Karl Otfried Müller sichtbar.

## Der derzeitige Forschungsstand
Die These, dass durch die Dorische Wanderung die Vorherrschaft der mykenischen Kultur beendet worden sei und die übrigen griechischen Stämme mit ihren Bronzewaffen den Dorern mit ihrer mit Eisenwaffen ausgerüsteten Reiterei unterlegen gewesen seien, gilt heute allgemein als überholt, auch wenn sie sich noch in manch einem Schulbuch findet.
Der britische Historiker Robin Osborne hat gezeigt, dass die Erwähnung der Herakliden erstmals im späten 6. Jahrhundert v. Chr. nachweisbar ist. Vor diesem Hintergrund ist er zu der Vermutung gelangt, dass die „Dorische Wanderung“ eine späte Herkunftssage sei, die die Existenz unterschiedlicher und oft verfeindeter Gruppen von Griechen erklären sollte.
Die archäologischen Forschungen der letzten Jahrzehnte haben darüber hinaus ergeben, dass der Untergang der mykenischen Kultur Folge einer allgemeinen, über einen längeren Zeitraum andauernden sozialen Krise gewesen sein muss, im Zuge derer eine Vielzahl von Faktoren zur Zerstörung und Aufgabe der Palastzentren geführt hat.
Obwohl in den Jahrzehnten nach 1200 v. Chr. die meisten bisher bekannten mykenischen Paläste auf dem griechischen Festland zerstört wurden, das Palastwirtschaftssystem zusammenbrach und es demographische Verschiebungen gab, ist für die Zeit um und nach 1200 v. Chr. kein Artefakt in Mittel- oder Südgriechenland nachgewiesen, das eindeutig den Dorern zugeordnet werden könnte. Zwar tritt grobe, handgemachte Keramik, sogenannte Handgemachte Geglättete Keramik (abgekürzt HGK bzw. HBW = Handmade Burnished Ware in der englischsprachigen Literatur) in einer Reihe mykenischer Siedlungen, u. a. auch in Mykene, oberhalb der Zerstörungsschichten auf, und in Aigeira im Norden der Peloponnes ist sie für das 12. Jahrhundert v. Chr. in größeren Mengen belegt, jedoch kann man sie nicht mit einer bestimmten „Ethnie“ verbinden. Sie muss auch nicht von Invasoren stammen. Da sie – allerdings in sehr geringem Umfang – auch in Fundzusammenhängen entdeckt wurde, die vor den Zerstörungen datieren (z. B. in Tiryns), könnte sie auch z. B. von Fremdarbeitern oder Söldnern stammen. Zudem ging die mykenische Kultur um 1200 nicht unter, sondern bestand noch ca. 150 Jahre weiter und erlebte in einigen Regionen ab Mitte des 12. Jahrhunderts v. Chr. sogar eine Nachblüte. Erst gegen 1050 v. Chr. setzen deutliche Veränderungen ein, wie man am Übergang der ornamentalen Keramik von späthelladischem IIIC-Stil zum submykenischen und protogeometrischen Stil verfolgen kann. Gleichzeitig nehmen Brandbestattungen zu. Aufgrund dieser Forschungsergebnisse wird eine „Dorische Wanderung“ heute nicht mehr als Ursache für den Untergang der mykenischen Kultur angenommen. Manche Historiker – zum Beispiel Jonathan Hall – nehmen aufgrund von Überlegungen zur Verteilung der griechischen Dialekte sogar an, infolge innerer Wirren sei es um 1100 v. Chr. zu einer zeitweiligen Aufgabe der Sesshaftigkeit gekommen, so dass nicht fremde Einwanderer, sondern überwiegend nur Teile der bereits einheimischen Bevölkerung als Halbnomaden durch Hellas gewandert seien.
Gleichwohl wird eine langsame, gruppenweise Einwanderung von Dorern in nachmykenischer Zeit von vielen Forschern für wahrscheinlich gehalten. Entscheidend ist dabei die Beobachtung, dass sich bislang keine Spuren dorischen Dialekts in Schriftdokumenten der mykenischen Zeit (s. Linearschrift B) gefunden haben, in klassischer Zeit der dorische Dialekt jedoch in weiten Teilen der Peloponnes, auf Kreta und den südlichen Ägäisinseln gesprochen wurde. Darüber hinaus wird eine Einwanderung ab ca. 900 v. Chr. durch die schrittweise Herausbildung der dorischen Bauordnung nahegelegt (wenngleich nicht bewiesen).
Wahrscheinlich sind Dorer in dieser Zeit in kleinen Gruppen nach Mittel- und Südgriechenland vorgedrungen. Da der Übergang von der spätmykenischen zur protogeometrischen Epoche vielerorts fließend war, handelte es sich dabei vermutlich um eine unkoordinierte Zuwanderung über einen längeren Zeitraum, die wohl auch nicht grundsätzlich gewalttätig verlief. Diese „Wanderung“ hatte ihren Ausgangspunkt allerdings höchstwahrscheinlich nicht im illyrisch-dalmatinischen Raum, sondern in der mittelgriechischen Landschaft Doris.
Die Dorer sprachen einen eigenen, ursprünglich nordgriechischen Dialekt, der nun neben den achaischen und ionischen Dialekt trat und in klassischer Zeit in weiten Teilen der Peloponnes, auf Kreta, den südlichen Kykladen und in den griechischen Städten Südwest-Kleinasiens gesprochen wurde.

Karte über die ungefähre Verbreitung der altgriechischen Dialekte nach dem Ereignis oder den Ereignissen, die als „die dorische Invasion“ bezeichnet werden. Es wurde vermutet, dass der im späteren dorischen Verbreitungsgebiet gesprochene Dialekt (mit Ausnahme in der Doris selbst) achäisch war, der von dem Arkadisch-kyprisches Griechischen und Äolischen abstammte. Dorisch verdrängte das Achäische in Südgriechenland.